# 莫爾頓鎮區 (明尼蘇達州莫雷縣)
莫爾頓鎮區（英語：Moulton Township）是位於美國明尼蘇達州莫雷縣的一個行政鎮區。

## 歷史
莫爾頓鎮區於1879年設立，得名自明尼蘇達州立法委員賈斯汀·P·莫爾頓（Justin P. Moulton）。

## 地方資料
莫爾頓鎮區的面積為91.32平方千米，皆為陸地。根據2020年美國人口普查的數據，當地共有人口193人，而人口密度為每平方千米2.11人。